# Colonia Gabino Vázquez
Colonia Gabino Vázquez är en ort i Mexiko.   Den ligger i kommunen Tlazazalca och delstaten Michoacán de Ocampo, i den centrala delen av landet, 300 km väster om huvudstaden Mexico City. Colonia Gabino Vázquez ligger 1 823 meter över havet och antalet invånare är 186.
Terrängen runt Colonia Gabino Vázquez är kuperad. Runt Colonia Gabino Vázquez är det ganska tätbefolkat, med 52 invånare per kvadratkilometer. Närmaste större samhälle är Tangancícuaro de Arista, 16,8 km sydväst om Colonia Gabino Vázquez. I omgivningarna runt Colonia Gabino Vázquez växer huvudsakligen savannskog.